# Liceum Ogólnokształcące im. Władysława Jagiełły w Płocku
Liceum Ogólnokształcące im. Władysława Jagiełły w Płocku (popularnie zwane Jagiellonką) – szkoła ponadpodstawowa; drugie, po Małachowiance, najstarsze liceum w Płocku.

## Nazwa szkoły
- czerwiec 1906 – Gimnazjum Polskie Polskiej Macierzy Szkolnej w Płocku
- 1909 (na świadectwach figuruje nazwa „Gimnazjum Polskie w Płocku J. Szczepańskiego”)
- 1908 – 8-klasowe Gimnazjum Polskie w Płocku (potocznie nazywane także „Gimnazjum PMS”, Gimnazjum Towarzystwa „Szkoła Średnia” w Płocku, Gimnazjum Filologiczne Towarzystwa „Szkoła Średnia”)
- 1915 – I Gimnazjum Polskie w Płocku
- 14 sierpnia 1918 – Królewsko-Polskie Gimnazjum im. króla Władysława Jagiełły w Płocku
- listopad 1918 – Państwowe Gimnazjum Męskie im. Króla Władysława Jagiełły w Płocku
- 1934 – Państwowe Liceum i Gimnazjum im. Króla Władysława Jagiełły w Płocku
- 1948 – 11-letnia Szkoła Ogólnokształcąca TPD w Płocku
- 1956 – Szkoła Podstawowa i Liceum Ogólnokształcące im. Władysława Jagiełły w Płocku
- 1964 – Liceum Ogólnokształcące im. Władysława Jagiełły w Płocku (w 1964 r. szkoła podstawowa została zlikwidowana)
- 2010 – Gimnazjum Nr 14 i Liceum Ogólnokształcące im. Władysława Jagiełły w Płocku
- od 2015 – Liceum z Oddziałami Dwujęzycznymi im. Władysława Jagiełły w Płocku

## Historia

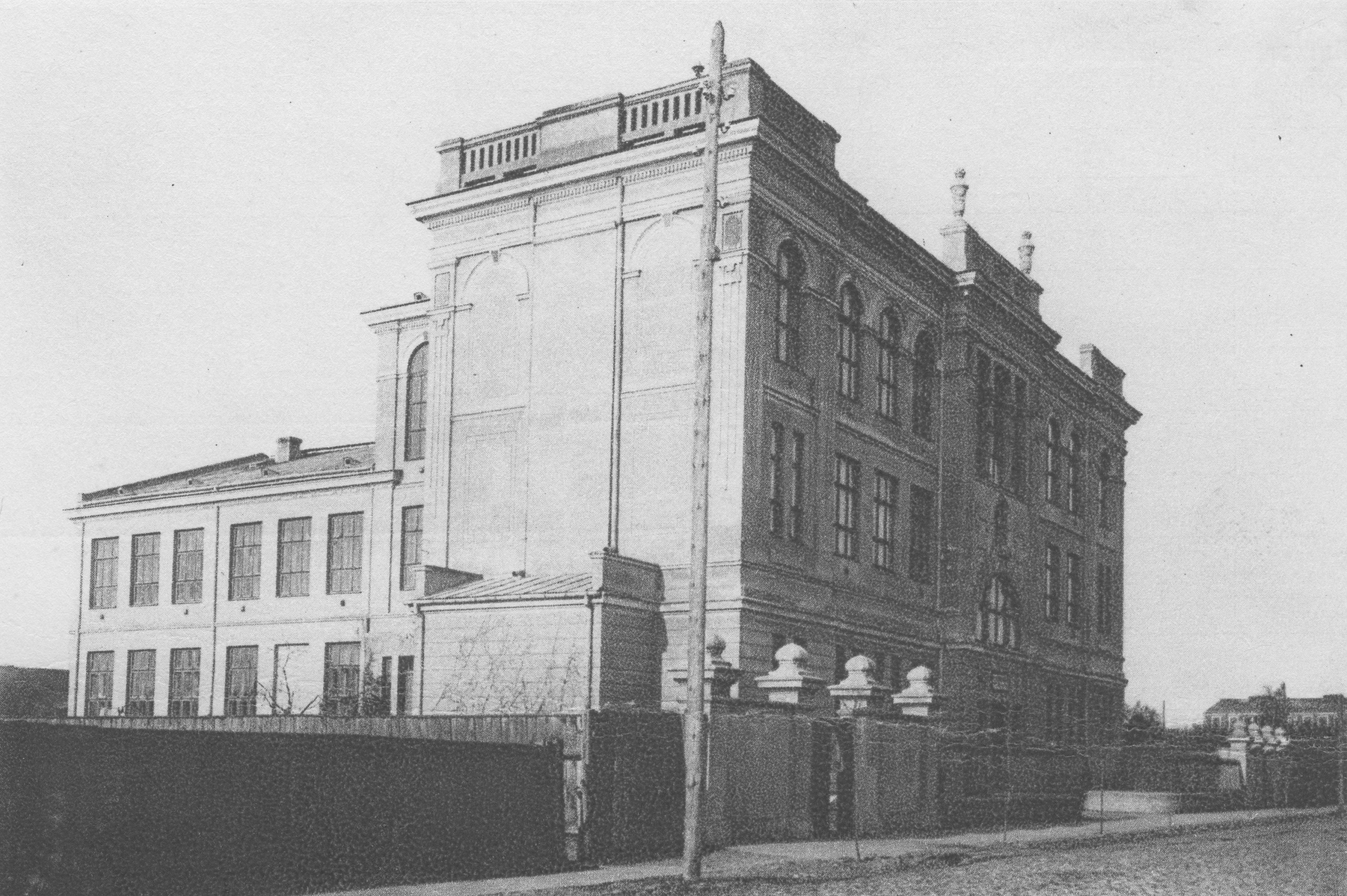
Przedwojenne zdjęcie budynku szkoły.

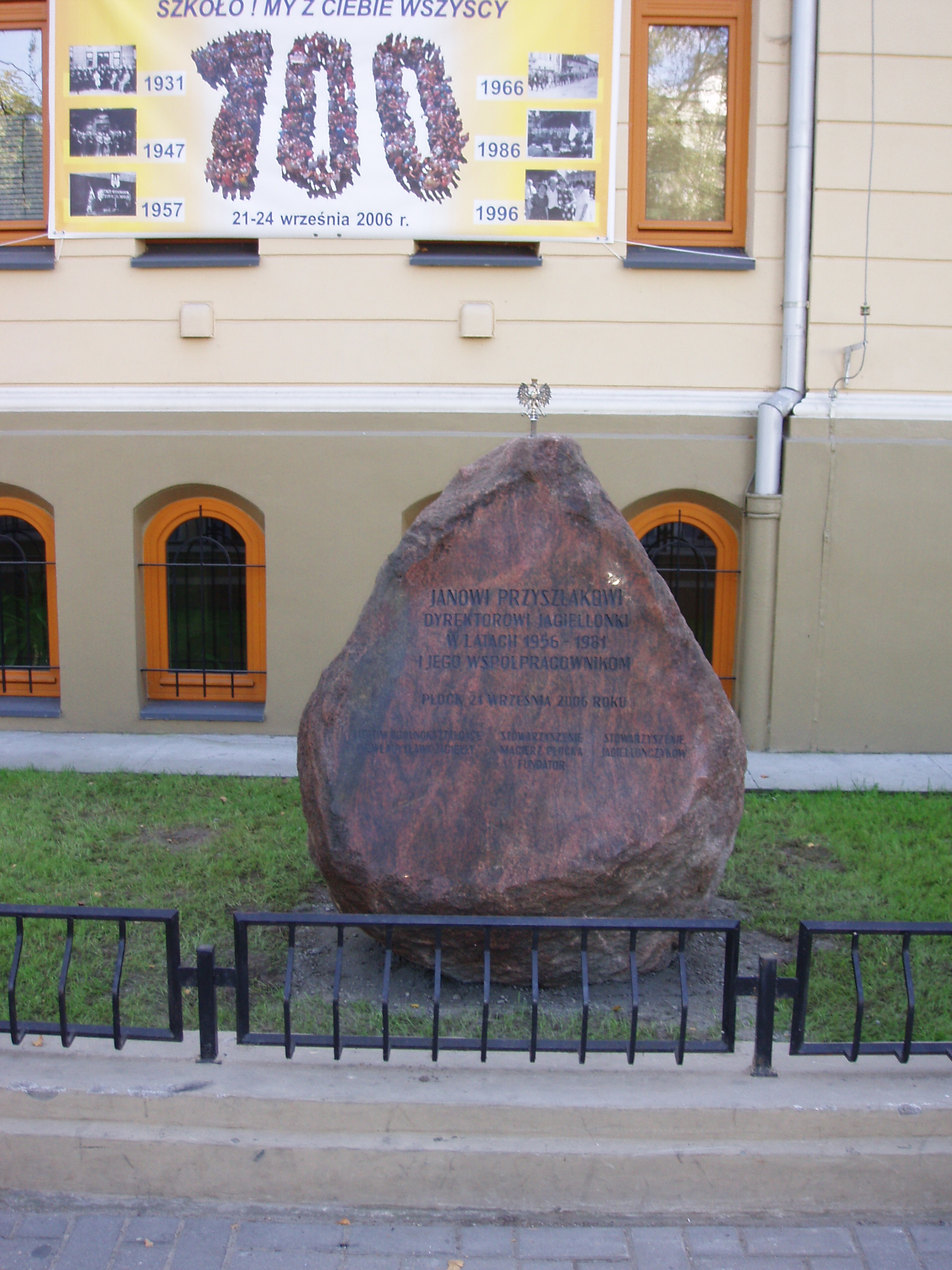
Kamień upamiętniający dyrektora Jana Przyszlaka

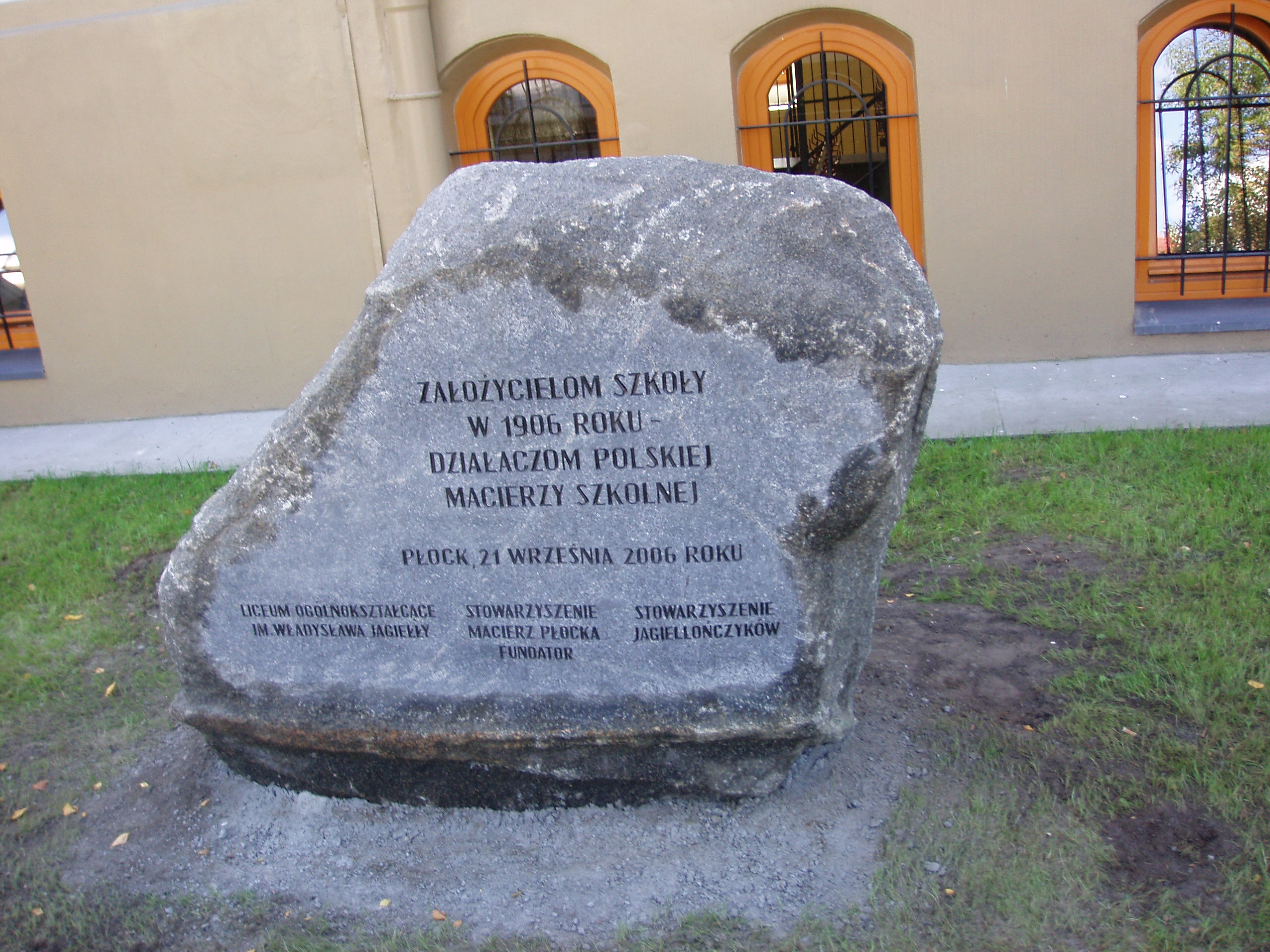
Kamień upamiętniający założycieli szkoły, odsłonięty w 2006 r. w czasie obchodów 100-lecia szkoły

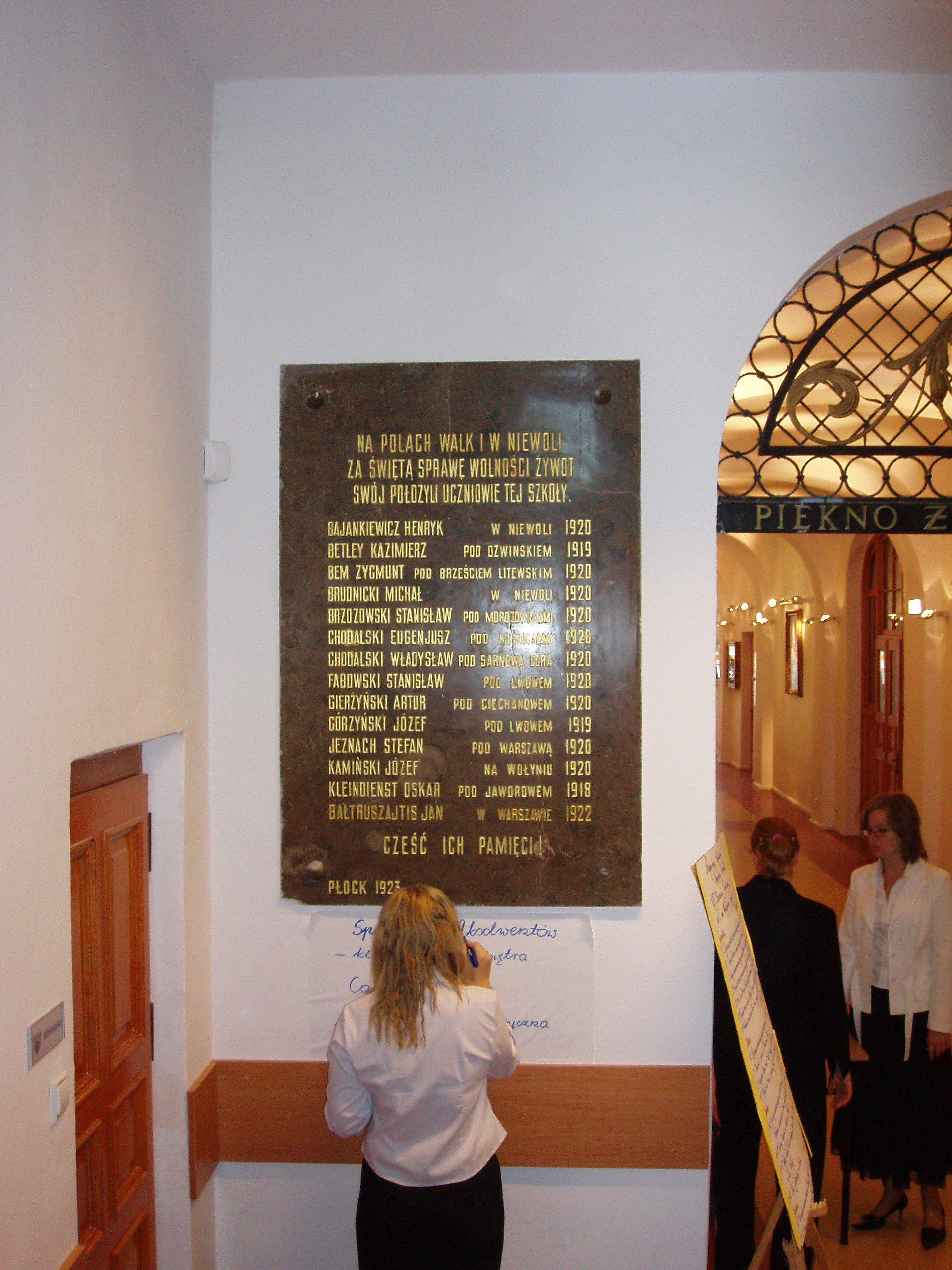
Tablica (lewa) upamiętniająca uczniów poległych w wojnie 1920 r.

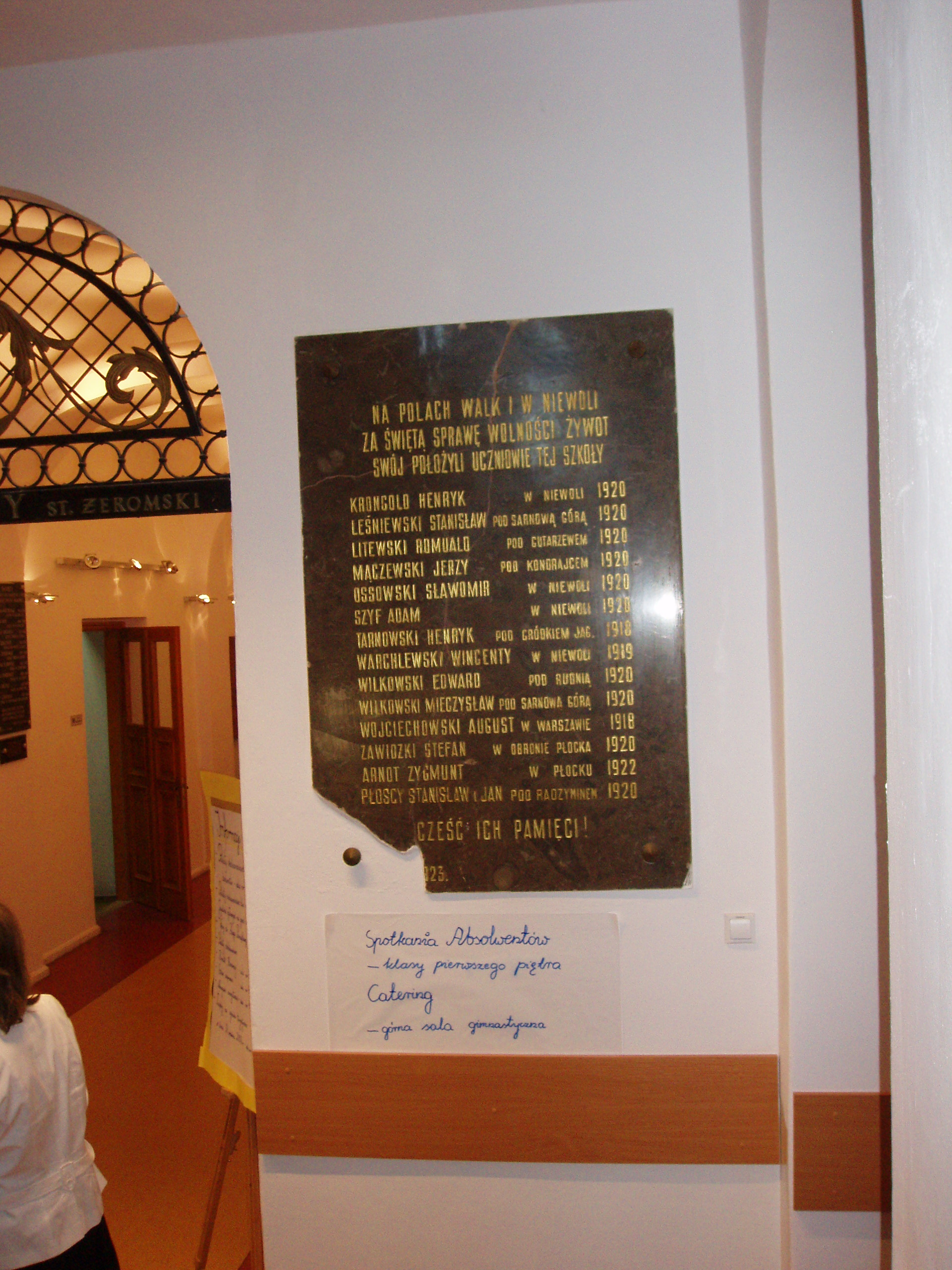
Tablica (prawa) upamiętniająca uczniów poległych w wojnie 1920 r.

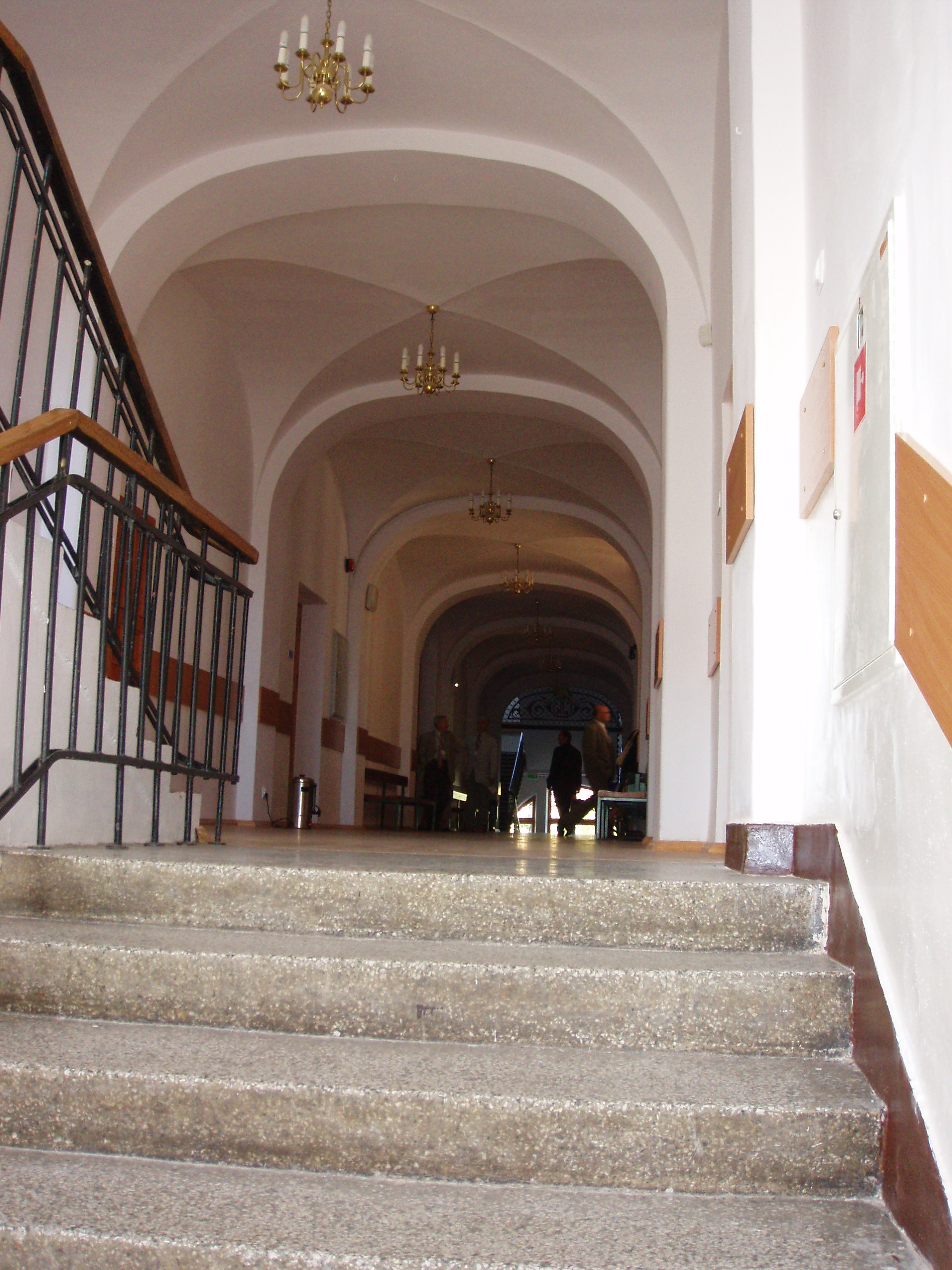
Korytarz na I piętrze

W 1905 na fali strajku młodzieży szkolnej w zaborze rosyjskim powstało w Płocku koło Polskiej Macierzy Szkolnej, które w 1906 założyło gimnazjum z polskim językiem wykładowym. Pierwsza inauguracja roku szkolnego odbyła się 4 września 1906 w wynajętym gmachu przy ulicy Królewieckiej w Płocku. Organizatorem i pierwszym dyrektorem szkoły był Józef Szczepański (ojciec pisarki Marii Kuncewiczowej). Większość uczniów i kadry nauczycielskiej stanowili byli uczniowie i nauczyciele rosyjskiego Gimnazjum Gubernialnego (obecnie LO im. Marszałka Stanisława Małachowskiego). Inauguracja roku szkolnego 1913/1914 odbyła się w nowo wybudowanym gmachu szkoły.
W związku z wybuchem I wojny światowej w gimnazjum powstaje w 1915 Polska Organizacja Wojskowa (POW). W kwietniu 1915 dziesięciu uczniów wstępuje do Legionów i wyrusza na front, wśród nich m.in. Jan Mariański, Władysław Broniewski, Feliks Celmer, Józef Dzierżanowski, Stanisław Gumowski. Od września 1915 szkoła przyjmuje nazwę Gimnazjum Polskie w Płocku. W 1918 szkołę upaństwowiono i nadano jej nazwę Królewsko – Polskie Gimnazjum im. Króla Władysława Jagiełły, a potem Państwowe Gimnazjum Męskie im. Króla Władysława Jagiełły. W 1920 do wojska polskiego wstąpiło 199 ochotników od klasy IV wzwyż. Walczyli w rejonie Ciechanowa, Mławy, Ostrołęki. Nie wszyscy uczniowie powrócili. W walkach zginęło 7, zaginęło bez wieści 6, w niewoli znalazło się 27. Za ofiarność i bohaterstwo w walce 6 osób odznaczono Krzyżem Walecznych.
W 1934 szkoła zmieniła nazwę na Państwowe Gimnazjum Liceum Ogólnokształcące im. króla Władysława Jagiełły. Zmiana nazwy wynikała z przekształcenia szkoły z 8-letniego gimnazjum w 4-letnie jednolite programowo gimnazjum i 2-letnie liceum w ramach reformy szkolnictwa zainicjowanej przez ministra Janusza Jędrzejewicza. W roku szkolnym 2010/2011 przy szkole zaczęło działać Gimnazjum nr 14 z Oddziałami Dwujęzycznymi im. Władysława Jagiełły.

## Uczniowie i absolwenci
- Eugeniusz Adamkowski (1901–1973)
- Jan Anasiewicz (1908–1940)
- Kazimierz Askanas (1909–1994)
- Włodzimierz Augustyn (1921–1944)
- Maciej Banach (ur. 1977)
- Henryk Borowski (1910–1991)
- Stefan Bronarski (1916–1951)
- Władysław Broniewski (1897–1962)
- Władysław Figielski (1889–1919)
- Zbigniew Gąsiewicz (1921–2000)
- Tadeusz Gierzyński (1905–1968)
- Ignacy Stanisław Gościcki (1897–1983)
- Lech Roman Grabowski (1908–1993)
- Tony Halik (1921–1998)
- Kazimierz Jakubowski (1915–1978)
- Alfred Jesion (1919–1997)
- Zbigniew Antoni Jeziorowski (1917–1943)
- Marcin Kacprzak (1888–1968)[1]
- Wacław Kafliński (1904–1985)
- Witold Tadeusz Koehler (1909–1988)
- Michał Królikowski (ur. 1977)
- Jan Kazimierz Kruszewski (1888–1977)
- Stanisław Krysicki (1910–2006)
- Marian Kujawski (1921–1983)
- Stefan Jerzy Lebson (1906–1972)
- Julian Leszczyński (1889–1939)
- Monika Lewczuk (ur. 1988)
- Jan Hipolit Litewski (1893–1939)
- Czesław Lutyński (1889–1971)
- Jan Lutyński (1921–1988)
- Roman Wincenty Lutyński (1887–1968)
- Władysław Lutyński (1919–2002)
- Jan Malanowski (1932–1992)
- Bronisław Janusz Michalski (1892–1968)
- Stanisław Mikos (1927–2006)
- Mieczysław Marian Nadratowski (1889–1970)
- Władysław Kajetan Nadratowski (1892–1985)
- Zygmunt Wiktor Nadratowski (1900–1987)
- Wacław Jan Niedziałkowski (1892–1949)
- Zenon Lucjan Offenkowski (1901–1959)
- Piotr Pełka (1896–1940)
- Jakub Penson (Jakub Penzon) (1899–1971)
- Karol Piotrowski (ur. 2006)
- Alexander Pruszyński (1934–2022)
- Jerzy Rzewnicki (1900–1936)
- Janusz Wiktor Supniewski (1899–1964)
- Maja Szyperska (ur. 2006)
- Stefan Themerson (1910–1988)
- Jerzy Wędrychowski (po drugiej wojnie jako Jerzy Wendrychowski) (1902–1961)
- Jerzy Węsierski (1894–1967)
- Marta Wiszniewska (ur. 1976)
- Witold Wolibner (1902–1961)
- Michał Wyrębkowski (ur. 2002)